# Petr Lepša
Petr Lepša (* 10. června 1958 Praha ) je český herec, překladatel a malíř.

## Divadelní role

### Divadlo na okraji
- 1979 Páter Prosper, Lukášek – Jiří Šotola: Kuře na rožni
- 1981 přítel – Anton Pavlovič Čechov, Zdena Hadrbolcová: Ach kdybyste věděli s jak okouzlující ženou jsem se seznámil v Jaltě...
- 1981 Jack London: Návod, jak hledat zlato
- 1981 William Shakespeare: Romeo a Julie

## Překlady
- Hank Haney: Big miss : můj žák Tiger Woods, Praha : Fragment, 2013, ISBN 978-80-253-1800-3